# Veni Sancte Spiritus
Не следует путать с католическим гимном «Приди, Дух животворящий» (лат. Veni Creator Spiritus).

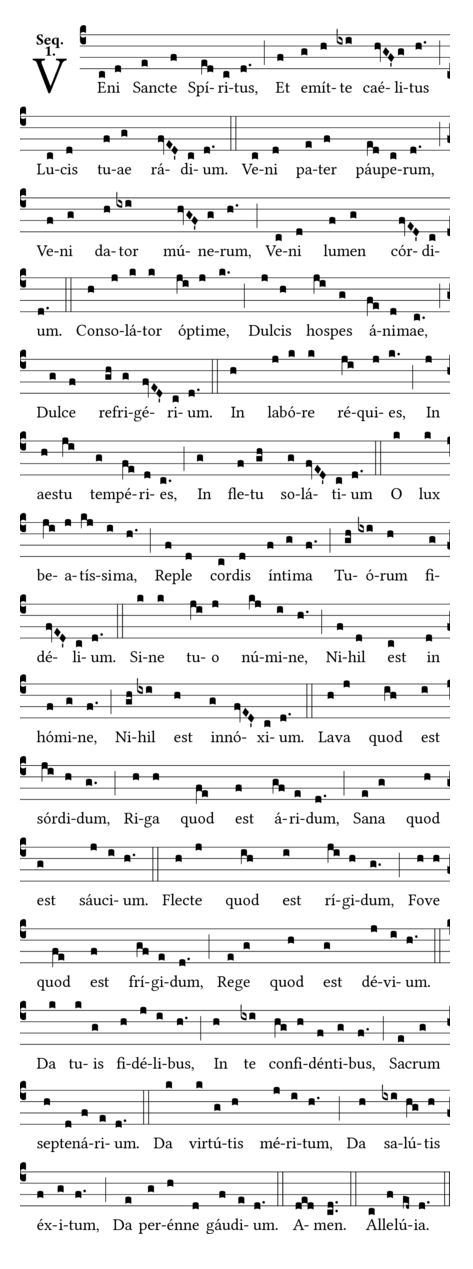
Секвенция Veni Sancte Spiritus (в стандартной квадратной нотации, редакция Liber usualis)

Veni Sancte Spiritus (лат. Приди, Дух Святой) — секвенция, предписанная в римской литургии для мессы Пятидесятницы и её октавы, за исключением следующего воскресенья. Текст секвенции обычно приписывают папе Иннокентию III либо архиепископу Кентерберийскому С. Лангтону, а также другим лицам, например, Роберту II Благочестивому. Автор музыки неизвестен.
Veni Sancte Spiritus — одна из четырёх средневековых секвенций, которые были сохранены в Миссале, опубликованном в 1570 году после Тридентского собора. Перед обозначенным собором многие праздники имели свои собственные секвенции. Текст секвенции напоминает о сошествии Святого Духа в день Пятидесятницы. Секвенция распевается в литургии по сегодняшний день перед провозглашением Евангелия этого дня.

## Текст
| Латинский текст | Русский перевод |
| --- | --- |
| Veni, Sancte Spiritus, et emitte caelitus lucis tuae radium. Veni, pater pauperum, veni, dator munerum, veni, lumen cordium. Consolator optime, dulcis hospes animae, dulce refrigerium. In labore requies, in aestu temperies, in fletu solatium. O lux beatissima, reple cordis intima tuorum fidelium. Sine tuo numine, nihil est in homine, nihil est innoxium. Lava quod est sordidum, riga quod est aridum, sana quod est saucium. Flecte quod est rigidum, fove quod est frigidum, rege quod est devium. Da tuis fidelibus, in te confidentibus, sacrum septenarium. Da virtutis meritum, da salutis exitum, da perenne gaudium. | О приди к нам, Дух Святой, и небесный луч пошли света незакатного. О приди, Отец сирот, о приди, Податель благ, о приди, сердечный Свет! Утешитель истинный, светлый гость смиренных душ и прохлада нежная! Тихий отдых от трудов, свежий ветер в знойный день, в плаче утешение. О блаженный Свет небес, наполняй сердца Твоих верных почитателей. Без веленья Твоего нет благой нам помощи, нет от зла защиты нам. Омывай нечистое, орошай иссохшее, исцеляй болящее. Умягчай жестокое, согревай озябшее, направляй заблудшее! Дай всем почитающим упованье твёрдое, святость семикратную. Дай награду дивную, дай исход спасительный, дай блаженство вечное. |

## Музыка
Секвенция написана в первом церковном тоне, с типичной для него переменной ступенью "си" (b / h). Регулярность амбитуса (от c до d') и каденций (только на финалисе и реперкуссе), упорядоченность текстомузыкальной формы (новая музыка на каждые две строфы) — все эти композиционные особенности указывают на позднее происхождение секвенции (XII или XIII века).

## Рецепция
Секвенция Veni Sancte Spiritus была положена на музыку многими композиторами, особенно в эпоху Возрождения. Среди них Гийом Дюфаи, Жоскен Депре, Адриан Вилларт, Джованни Пьерлуиджи да Палестрина, Джон Данстейбл, Орландо ди Лассо, Томас Луис де Виктория, Уильям Бёрд. Редкие образцы музыки на текст секвенции можно найти и в Новое время (Л. Яначек, М. Лауридсен, С.-Д. Сандстрём).

## АнтифонVeni Sancte Spiritus

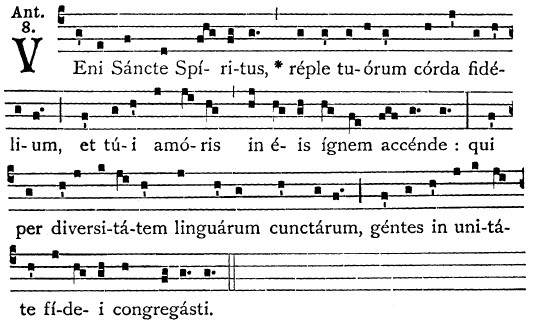
Антифон "Veni Sancte Spiritus" (в редакции Liber usualis)

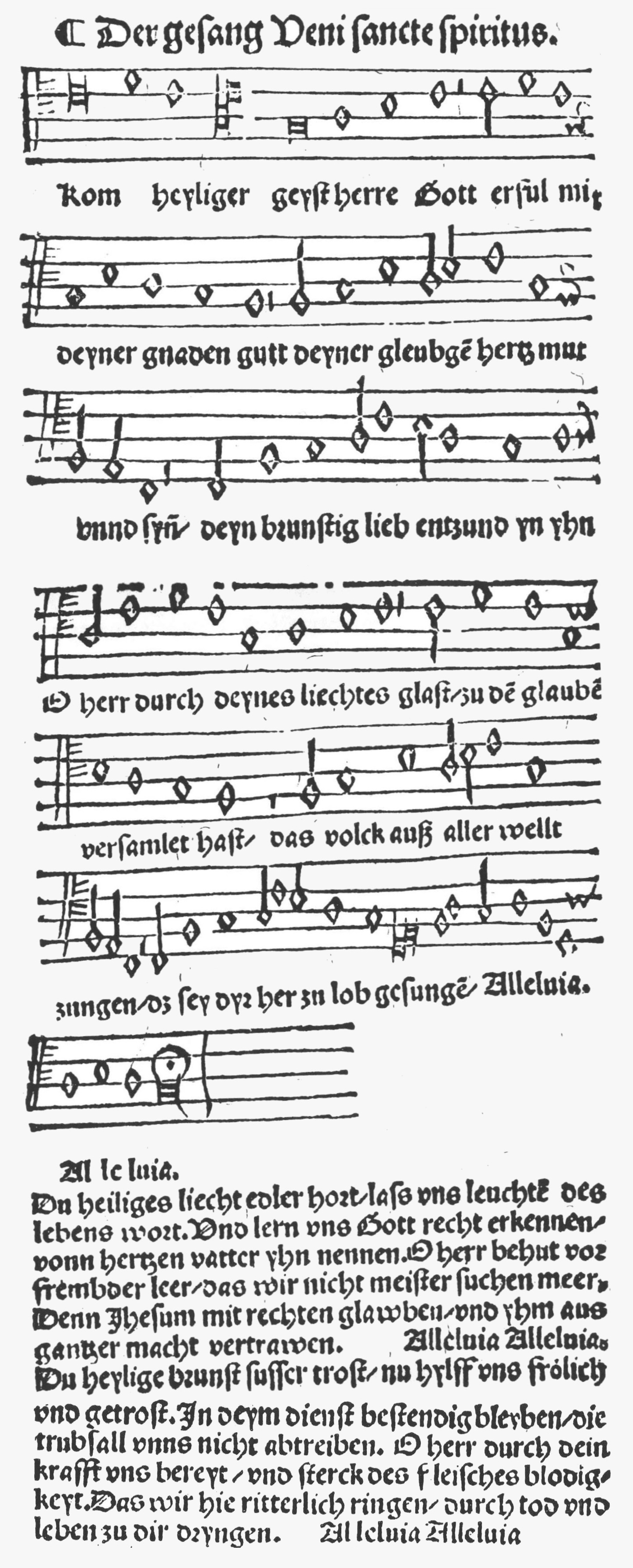
Протестантский хорал "Veni Sancte Spiritus" / "Komm heilger Geist", одна из первых публикаций, в сб. "Enchiridion" (Эрфурт, 1524)

Наряду с секвенцией в традиционном католическом богослужении использовался антифон (на прозаический текст) с тем же инципитом:
Veni Sancte Spiritus, 

reple tuorum corda fidelium 

et tui amoris in eis ignem accende.

Qui per diversitatem linguarum cunctarum

gentes in unitate fidei congregasti.
Этот латинский текст изредка использовали композиторы: мотеты на него написали Генрих Шютц (оригинальное название «духовный концерт», в сборнике «Kleine geistliche Konzerte II», SWV 328) и юный В. А. Моцарт (KV 47).
Стихотворное переложение антифона на немецкий язык в начале XVI века выполнил Мартин Лютер: 
Komm, heiliger Geist, Herre Gott, 

Erfüll(e) mit deiner Gnaden Gut

Deiner Gläub(i)gen Herz, Mut und Sinn,

Dein(e) brünstig(e) Lieb(e) entzünd(e) in ihn(en).

O Herr, durch deines Lichtes Glast

Zu dem Glauben versammelt hast

Das Volk aus aller Welt Zungen,

Das sei dir, Herr, zu Lob gesungen.
Лютер добавил две собственные (произвольные) строфы и, приспособив текст к анонимной мелодии XV века, опубликовал в сборниках духовных песен «Enchiridion» (Эрфурт, 1524) и «Eyn geystlich Gesangk Buchleyn» (Виттенберг, 1524). На этот текст (используя собственный мелодический материал) написал мотет Генрих Шютц (сборник «Symphoniae sacrae III»; SWV 417). Хорал обрабатывали среди прочих Самуэль Шейдт (использовал мелодию и лютеровский текст), Д. Букстехуде (органные хоральные прелюдии BuxWV 199 и 200) и И. С. Бах (органная фантазия BWV 651 и органная фуга BWV 652).